# Джан Елайсбърг
Джан Елайсбърг (на английски: Jan Eliasberg) е американска режисьорка, сценаристка, продуцентка и писателка на произведения в жанра исторически роман.

## Биография и творчество
Джан Прингле Елайсбърг е родена на 6 януари 1954 г. в Ню Йорк, САЩ. Баща ѝ е вицепрезидент на компанията за научни изследвания в Columbia Broadcast Group, а майка ѝ е учителка по английски език в Технологичния институт за мода. Завършва през 1974 г.с бакалавърска степен с отличие Университета Уеслиан. През 1973 г. е съосновател на доброволната театрална организация на студентите „Втора сцена“, която е посветена на продуцирането на театър и други представления. През 1981 г. получава магистърска степен по режисура от Училището за драма Джайл на Йейлския университет. Получава магистърска степен по художествена литература от програмата за писатели на Уорън Уилсън. Завършва семинара за режисура за жени на Американския филмов институт.
Започва телевизионната си режисьорска кариера през 1986 г. като режисьор на епизод от сериала „Cagney & Lacey“. По-късно същата година е избрана от Майкъл Ман за режисура на епизод от сериала „Маями Вайс“, а след това на още два. Има дълга и успешна кариера като режисьор, през която печели наградите „Еми“, „Imagen“ и „NAACP Image“.
Пише сценарии за филми и телевизионни сериали, в които героини са силни женски характери.
През 1991 г. се жени за Нийл Фридман, ръководител на студио в „Кълъмбия Пикчърс“. Имат дъщеря – Сариел. Развеждат се през 2008 г.
Първият ѝ роман „Войната на Хана“ е издаден през 2020 г. Главната героиня, еврейката Хана Вайс, е брилянтна физичка работеща в областта на ядрената енергия. Към края на Втората световна война работи в свръхсекретната ядрена лаборатория в Лос Аламос в пустинята на Ню Мексико в екипа на Робърт Опенхаймер, но е заподозряна от майор Джак Дилейни за нацистки шпионин. Нищо обаче не е такова, каквото изглежда.
Джан Елайсбърг живее в Бруклин.

## Произведения
- Самостоятелни романи
- Hannah's War (2020)
Войната на Хана, изд.: ИК „Изток-Запад“, София (2020), прев. Галина Величкова

### Екранизации
- 1990 Booker – тв сериал, 1 епизод
- 1995 – 1996 Sisters – тв сериал, 7 епизода
- ?? Before I Sleep

## Филмография като режисьор
- 1986 Cagney & Lacey – тв сериал, 1 епизод
- 1987 Jack and Mike – тв сериал, 1 епизод
- 1986 – 1987 Маями Вайс, Miami Vice – тв сериал, 3 епизода
- 1988 Crime Story – тв сериал, 1 епизод
- 1988 Lovers, Partners & Spies
- 1988 Dirty Dancing – тв сериал, 1 епизод
- 1989 TV 101 – тв сериал, 1 епизод
- 1986 – 1989 L.A. Law – тв сериал, 2 епизода
- 1990 21 Jump Street – тв сериал, 1 епизод
- 1990 The Outsiders – тв сериал, 1 епизод
- 1990 Booker – тв сериал, 2 епизода
- 1990 Brewster Place – тв сериал, 1 епизод
- 1988 – 1990 Wiseguy – тв сериал, 3 епизода
- 1990 WIOU – тв сериал, 1 епизод
- 1991 След полунощ, Past Midnight – с участието на Наташа Ричардсън, Рютгер Хауер, Кланси Браун и Пол Джамати
- 1991 – 1995 Sisters – тв сериал, 8 епизода
- 1997 Утрешен вестник, Early Edition – тв сериал, 1 епизод
- 1997 – 1999 Party of Five – тв сериал, 3 епизода
- 2000 Кръгът на Доусън, Dawson's Creek – тв сериал, 1 епизод
- 1998 – 2000 Any Day Now – тв сериал, 4 епизода
- 2001 Nash Bridges – тв сериал, 1 епизод
- 2002 – 2004 Strong Medicine – тв сериал, 4 епизода
- 2010 Шепот от отвъдното, Ghost Whisperer – тв сериал, 1 епизод
- 2010 Родители, Parenthood – тв сериал, 1 епизод
- 2010 Свръхестествено, Supernatural – тв сериал, 1 епизод
- 2010 Престъпни намерения, Criminal Minds – тв сериал, 1 епизод
- 2011 Синя кръв, Blue Bloods – тв сериал, 1 епизод
- 2011 In Plain Sight – тв сериал, 1 епизод
- 2011 Военни престъпления: Лос Анджелис, NCIS: Los Angeles – тв сериал, 2 епизода
- 2014 Незабравимо, Unforgettable – тв сериал, 1 епизод
- 2014 Reckless – тв сериал, 1 епизод
- 2015 Нашвил, Nashville – тв сериал, 2 епизода
- 2016 The Magicians – тв сериал, 1 епизод
- 2017 Conviction – тв сериал, 1 епизод
- 2016 – 2017 Бул, Bull – тв сериал, 2 епизода
- 2018 Похитена, Gone – тв сериал, 2 епизода